# N902iX HIGH-SPEED
FOMA N902iX HIGH-SPEED（フォーマ・エヌ・きゅう まる に アイ・エックス・ハイスピード）は、NECが開発した、NTTドコモによるHSDPA対応の第三世代携帯電話 (FOMA) 端末である。

## 概要
N902iX HIGH-SPEEDは、NTTドコモによるHSDPA通信サービス「FOMAハイスピード」に対応する初めてのFOMA端末である。電話機型FOMAの最大通信速度は、下り384kbps、上り64kbpsであったが、HSDPAに対応するエリア（FOMAハイスピードエリア）では下り3.6Mbpsという高速通信を実現。送信速度は、FOMAハイスピードエリア以外でも384kbpsに向上した。高速なデータ通信により、以前は困難だった大容量データのやりとりや高品質なストリーミング放送を提供できるようになった。
実際の速度（実効値）も、WIN(au)の450kbpsに比べ、約5倍の2100kbpsと高速である。
外観は N902i をベースとした近未来的なデザインで、「機動戦士ガンダム」をモデルにしたデザインとも言われている。当初発売のカラーバリエーションはシグナスホワイト、チタニウムシルバーの2種類だった。2006年10月2日に新色としてメテオレッドを発表し、12月8日に発売した（当初はその色と高速通信機能からシャア専用ケータイとも呼ばれたが、後に本当のシャア専用ケータイが登場した。）。
この端末のボタンは赤色に光る。
FOMAハイスピードエリア内外に関わらず、iモーション、ストリーミング共に5MBまでダウンロードできる。
ただしこれ以降のHIGH-SPEED端末及び、904i以降は10MBまでに拡張されている。
ドコモで初めて、ミュージックチャネル（月額315円・税込）に対応する。ミュージックチャネルの使用にはiモード及びパケ・ホーダイの申し込みが必要である。
着うたフルとSD-Audio (AAC) に対応し、これらを統合したマルチプレイヤーでSD-Audioを9時間連続再生できる。またハイスピードエリアでは着うたフル (1.5MB) のダウンロード時間は約11秒でかなり速い。また平型ジャックの変換アダプタ付ステレオイヤホンを同梱している。
安全面にも配慮しており、電池パックの温度上昇をセンサーが感知すると電池の温度が一定以下になるまで一時的に充電を中止する機能がある。

### プリセットiアプリ
- ドラゴンクエスト不思議のダンジョンMOBILE
- ナンバーボム！
- カメラでケンサク！ERサーチ
- Gガイド番組表リモコン
- 電子マネー Edy
- DCMXクレジットアプリ
- ケータイクレジットiD
- FOMA通信環境確認アプリ

## 歴史
- 2006年4月27日 - 同日より4月28日までパシフィコ横浜にて開催されたワイヤレス・テクノロジー・パーク 2006において、NTTドコモが N902i をベースに試作したHSDPA対応端末を公開。
- 2006年5月11日 - D902iS・F902iS・N902iS・P902iS・SH902iS・SO902iWP+・DOLCE SL (SH902iSL) ・N902iX HIGH-SPEEDの開発が発表。
- 2006年7月19日 - 同日より7月21日にかけての3日間、東京国際展示場で開催されたWIRELESS JAPAN 2006において、N902iX HIGH-SPEEDの実機を公開。
- 2006年8月31日 - 発売開始
- 2006年10月2日 - 新色として「メテオレッド」を追加することを発表。
- 2006年12月8日 - 新色「メテオレッド」を発売。

## 不具合
- 2007年2月28日公表 - フルブラウザ使用時の通信速度の向上。ごく一部のサイトに接続すると再起動が発生する場合がある。

なお、上記不具合はソフトウェアアップデートによって修正された。「N902iX」ソフトウェアアップデートのお知らせ

## プリインストール
- (メロディー)

- THUNDERBIRDS
- Nightmare
- Sandstorm
- A GentleBreeze
- Amazing Grace
- Summertime
- Yes or No
- Something New
- Let's Toast!
- Wonderful Moments
- Hip Hop jingle
- House jingle
- Jazz jignle
- Trance jingle
- start up
- space Station
- You've Got Mail
- Cyber Call